# NGC 203
NGC 203 è una galassia lenticolare situata nella costellazione dei Pesci.

## Descrizione
La galassia presenta una larga riga a 21 cm dell'idrogeno neutro.

## Scoperta
NGC 203 è stata scoperta il 19 dicembre 1873 dall'astronomo inglese Ralph Copeland.
Il 18 novembre 1876 fu individuata anche dall'astronomo francese Édouard Stephan e successivamente inserita nel New General Catalogue come NGC 211.